# ألكسندر فلمنج

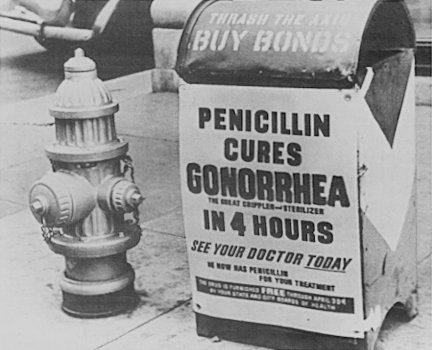
العلاج المعجزة.

السير ألكسندر فلمنج (بالإنجليزية: Alexander Fleming)‏‏ عالم اسكتلندي، ولد في السادس من آب (أغسطس) عام 1881 وتوفي في 11 آذار (مارس) 1955. كان عالم نباتات، وأحيائي وصيدلاني وله الكثير من الاكتشافات والإنجازات، ربما أبرزها اكتشاف الإنزيم ليسوزايم عام 1923، واكتشاف المضاد الحيوي الشهير البنسلين المشتق من العفن عام 1928. حاز السير ألكسندر فلمنج على جائزة نوبل في الطب عام 1945 مع العالمين إرنست تشين وهوارد فلوري.
اكتشف أيضًا إنزيم الليزوزيم من إفرازاته الأنفية في عام 1922، ومعه بكتيريا أسماها ميكروكوكس ليزودكتيكوس؛ أطلق عليها لاحقًا اسم ميكروكوكس لوتس.

حصل فلمنغ على لقب فارس لإنجازاته العلمية عام 1944. ورد اسمه عام 1999 في قائمة مجلة تايم لأهم 100 شخص في القرن العشرين. اختير في استطلاع تلفزيون بي بي سي عام 2002   لتحديد أعظم 100 بريطاني، واحتل المركز الثالث في استطلاع «أعظم اسكتلندي» الذي أجرته إس تي في عام 2009، خلف روبرت بيرنز وويليام والاس.

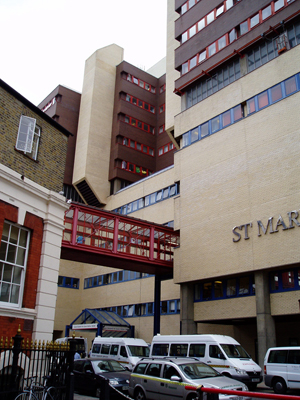
مستشفى القديسة ماري، لندن.

## السيرة الشخصية

### نشأته
بعد تخرجه من الكلية الطبية بلندن انشغل فلمنج في دراسات التعقيم. وعندما التحق بالجيش في الحرب العالمية الأولى، كان مهتما بالجروح والعدوى، ولاحظ أن الكثير من المطهرات تؤذي خلايا الجسم أكثر مما تؤذيها الميكروبات نفسها. لذا أيقن أن الذي يحتاجه الجسم هو مادة تقضي على البكتيريا، وفي نفس الوقت لا تؤذي خلايا الجسم.

### أبحاثه
في سنة 1922 بعد نهاية الحرب، عاد إلى مختبره ليستكمل دراساته؛ واهتدى إلى مادةٍ أطلق عليها اسم ليسوزيم؛ هذه المادة يفرزها الجسم البشري، وهي خليط من اللعاب والدموع، وهي لا تؤذي خلايا الجسم، بل تقضي على بعض الميكروبات. لكن مع الأسف لا تقضي على الميكروبات الضارة في الإنسان. وعلى الرغم من طرافة هذا الاكتشاف إلا إنه لم يكن شيئا عظيما.
أما اكتشافه العظيم فقد حدث في سنة 1928، فقد تعرضت إحدى مزارع البكتريا للهواء وتسممت. ولاحظ فلمنج أن البكتيريا تذوب حول الفطريات في المزرعة التي أعدها في مختبره. واستنتج من ذلك أن الفطريات تُفرز مادة حول البكتيريا، وأن هذه المادة قاتلة للبكتريا العنقودية. أطلق على هذه المادة اسم البنسلين أي العقار المستخلص من العفونة وهي مادة ليست سامة للإنسان أو الحيوان.
نشرت نتائج أبحاث فلمنج سنة 1929 ولم تلفت النظر أول الأمر. وأعلن فلمنج أن هذا الاكتشاف من الممكن أن تكون له فوائد طبية خطيرة. ولم يستطع أن يبتكر طريقة لاستخلاص هذه المادة أو تنقيتها. وظل هذا العقار السحري عشر سنوات دون أن يستفيد منه أحد. وأخيراً في سنة 1930 قرأ اثنان من الباحثين البريطانيين هما هوارد فلوري وآرنست تشين ما كتبه فلمنج عن اكتشافه الخطير، وأعاد الاثنان نفس التجارب وجرّبا هذه المادة على حيوانات المختبر. وفي سنة 1941 استخدما البنسلين على المرضى. وأثبتت تجاربهما أن هذا العقار الجديد في غاية الأهمية.

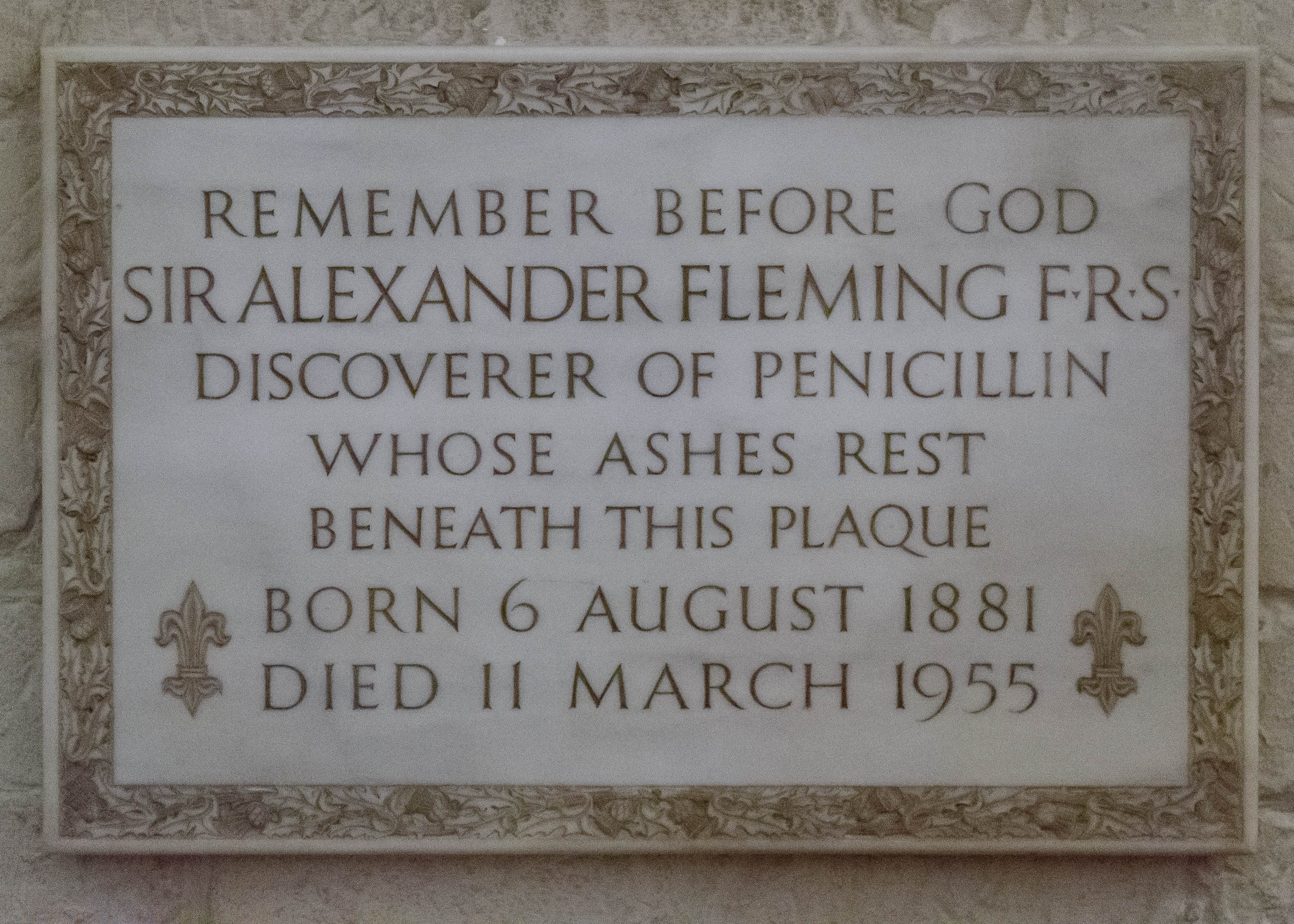
قبر السير ألكسندر فليمنج في سرداب كاتدرائية القديس بولس ، لندن.

وبمساعدةٍ من حكومتي الولايات المتحدة والمملكة المتحدة تسابقت الشركات الطبية على استخلاص مادة البنسلين بكميات ضخمة. وتوصلت هذه الشركات إلى طرق أسهل لاستخلاص المادة السحرية وإنتاج كميات هائلة وطرحها في الأسواق. واستخدم البنسلين أول الامر لعلاج مرضى الحرب. وفي سنة 1944 أصبح في متناول المدنيين في بريطانيا وأمريكا. وعندما انتهت الحرب في سنة 1945 أصبح البنسلين في خدمة الجميع. وقد أدّى اكتشاف البنسلين إلى استخدام الكثير من المضادات الحيوية واكتشاف عقاقير سحرية أخرى. ولا يزال البنسلين هو أكثر هذه العقاقير انتشارا حتى يومنا هذا. وترجع أهمية البنسلين في أنه ما زال حتى الآن يستخدم لأغراض طبية كثيرة. فيستخدم في علاج الزهري والسيلان والحمى القرمزية والدفتيريا والتهاب المفاصل والالتهاب الرئوي وتسمم الدم وأمراض العظام والسل والغرغرينا وغيرها. ولا خوف من الإسراف في استخدام البنسلين، وإن كان هناك عدد قليل جداً من الناس لديهم حساسية ضد استخدامه.

### المضادات الحيوية
يعد اكتشاف فلمنج المفاجئ للبنسلين في سبتمبر عام 1928 بداية للمضادات الحيوية الحديثة وقبل ذلك قام العديد من العلماء بنشر أو الإشارة إلى أن العفن أو (بنسيليوم) يمنع نمو البكتريا وأيضا قادر على علاج الالتهابات البكتيرية في الحيوانات.

### حياته الشخصية
تزوج فلمنج وكان سعيدا في حياته. وكان له ابن وحيد.

### وفاته
توفي فلمنج سنة 1955 جراء جلطةٍ قلبية.

## الإسهامات العلمية

### المطهرات
انضم فلمنغ مع ليونارد كولبروك والسير ألمروث رايت إلى ساحة الحرب العالمية الأولى، ونقلوا قسم التلقيح بالكامل في سانت ماري إلى المستشفى العسكري البريطاني في بولوني سور مير. عمل ملازمًا مؤقتًا في السلك الطبي بالجيش الملكي، وشهد مقتل العديد من الجنود نتيجة الإنتان الناتج عن الجروح الملتهبة. لاحظ أن المطهرات، التي استُخدمت حينها لعلاج الجروح الملتهبة، أدت غالبًا إلى تفاقم الإصابات. في مقال نُشر في دورية ذا لانسيت الطبية عام 1917، وصف تجربة مبتكرة، تمكن من إجرائها نتيجة مهاراته في نفخ الزجاج، إذ أوضح سبب مقتل الجنود بتأثير المطهرات بمعدل أكبر من مقتلهم بفعل العدوى نفسها خلال الحرب؛ تعمل المطهرات بصورة جيدة على المستوى السطحي، لكن الجروح العميقة تميل إلى تشكيل ملجأ يحمي البكتيريا اللاهوائية من العامل المطهر، الذي يبدو أنه يقضي على العوامل المفيدة التي تحمي المرضى في هذه الحالات بالدرجة نفسها التي يقضي فيها على البكتيريا الضارة، دون أن تؤثر في البكتيريا على المستوى العميق. أيد رايت بقوة النتائج التي توصل إليها فلمنغ، لكن معظم أطباء الجيش استمروا على مدار الحرب باستخدام المطهرات حتى في الحالات التي تفاقمت فيها حالة المرضى.

### اكتشاف البنسلين
يجد المرء أحيانًا ما لا يبحث عنه. عندما استيقظت بعد فجر يوم 28 سبتمبر 1928، لم أكن أخطط بالتأكيد لإحداث ثورة في الطب كله عبر اكتشاف أول مضاد حيوي أو قاتل للبكتيريا في العالم. لكنني أفترض أن هذا ما فعلته بالضبط.
- ألكسندر فلمنغ

### تجربة
كان فلمنغ يبحث في خصائص المكورات العنقودية بحلول عام 1927، حيث اشتُهر بصفة باحث لامع إلى جانب شهرته بسبب أعماله السابقة. درس عام 1928 اختلافات المكورات العنقودية الذهبية التي تنمو في ظروف طبيعية، بعد عمل جوزيف فافريك بيغر، الذي اكتشف أن البكتيريا قد تنمو بأنواع مختلفة (سلالات). عاد فلمنغ في 3 سبتمبر 1928 إلى مختبره بعد أن أمضى إجازة مع عائلته في سوفولك، عمد قبلها إلى زرع المكورات العنقودية على أطباق الزرع وتركها على مقعد في ركن من أركان مختبره؛ لاحظ فلمنغ عند عودته أن إحدى المزارع البكتيرية تلوثت بفطر، وأن مستعمرات المكورات العنقودية المحيطة مباشرة بالفطر قد تدمرت، في حين أن المستعمرات الأخرى البعيدة ظلت طبيعية، ليأتي بعدها التعليق الشهير «هذا مضحك». عرض فلمنغ المزرعة الملوثة على مساعده السابق ميرلين برايس، الذي ذكره قائلًا «هكذا اكتشفت الليزوزيم». بيّن فلمنغ أن العفن من جنس المكنسيات (البنسيليوم)، واشتبه بكونه من المكنسيات العسجدية، لكن زميله تشارلز جيه. لا توش أوضح أن العفن من المكنسيات الحمراء (صُحح لاحقًا النوع ليصبح المكنسية المعينة ثم قُبل رسميًا باسم المكنسية الروبنسية.
يُحتفظ بالمختبر الذي اكتشف فيه فلمنغ البنسلين واختبره باسم متحف مختبر ألكسندر فلمنغ في مستشفى سانت ماري، بادينغتون. تبين عام 1966 أن غرفة لا توش كانت مصدر الملوثات الفطرية؛ كانت أسفل غرفة فلمنغ مباشرة.
زرع فلمنغ العفن في مزرعة نقية ووجد أن مرق الزرع يحتوي مادة مضادة للبكتيريا. درس تأثيره المضاد للبكتيريا في العديد من الكائنات الحية، وفي البكتيريا مثل المكورات العنقودية والعديد من مسببات الأمراض الأخرى موجبة الغرام التي تسبب الحمى القرمزية وذات الرئة والتهاب السحايا والدفتيريا، دون ملاحظة التأثير ذاته في مسببات حمى التيفوئيد أو الحمى نظيرة التيفية التي تسببها البكتيريا سالبة الغرام، التي جرى البحث عن علاج لها في ذلك الوقت. يُذكر أن هذا الأثر قد ظهر عند تطبيق هذا الاكتشاف على النيسرية البنية التي تسبب السيلان رغم أن النيسيرية سالبة الغرام. بعد بضعة أشهر من تسميتها «عصير العفن» أو «المثبط»، أطلق اسم البنسلين في 7 مارس 1929 على المادة المضادة للبكتيريا الموجودة في العفن.

## التكريم والجوائز والإنجازات

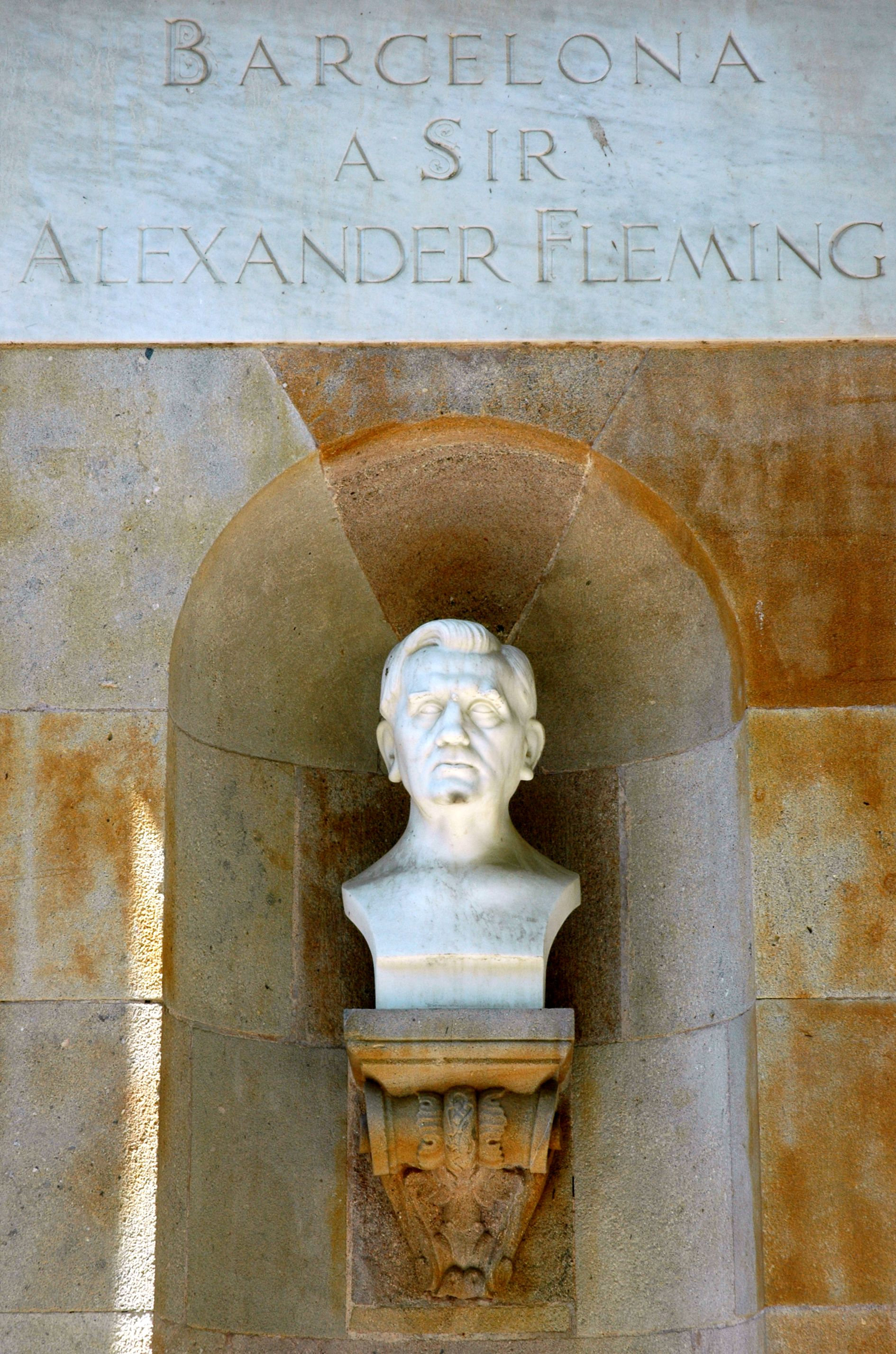
تمثال السير ألكسندر فليمينغ (1956) في برشلونة، نحته النحات الكاتالوني جوزيب مانويل بينيديكتو. برشلونة: حدائق الطبيب فليمنغ.

اكتشاف فلمنج للبنسلين قد غيّر عالم الطب الحديث عن طريق إدخال عصر المضادات الحيوية المفيدة؛ وقد أنقذ البنسلين، ولا يزال ينقذ الملايين من الناس في جميع أنحاء العالم.
اكتشف فلمنج البنسلين في مختبر في مستشفى سانت ماري والذي يُعد الآن متحف فليمينغ، هذا المكان من إحدى المناطق المشهورة في لندن. وقد اندمجت كلية ألمتر، كلية الطب في سانت ماري، مع إمبريال كوليدج لندن في عام 1988. تم افتتاح مبنى السير ألكسندر فليمينغ في حرم ساوث كنزنغتون في عام 1998، حيث قدّم ابنه روبرت وحفيدته الكبيرة كلير إلى كلية لندن الإمبراطورية والآن تعد واحدة من مواقع التدريس قبل السريرية الرئيسية من مدرسة طب كلية إمبيريال.
تم تسمية إحدى قاعات السكن الطلابية على اسمه «ألكسندر فليمينغ هاوس»، الذي يقع بالقرب من الشارع القديم في معهد البوليتكنيك الملكي (الآن جامعة وستمنستر).
- حصل فلمنج على جائزة نوبل في الطب أو علم وظائف الأعضاء في عام 1945. تم الحصول على ميدالية فليمينغ من جائزة نوبل من قبل المتاحف الوطنية في اسكتلندا في عام 1989، وتم عرضها بعد إعادة افتتاح المتحف في عام 2011.[19]
- كان فليمينغ عضوا في الأكاديمية البابوية للعلوم.
- اُنتخب فليمينغ زميل الجمعية الملكية في عام 1943.
- مُنح فليمينغ الأستاذية هنتريان من قبل كلية الجراحين الملكية بإنجلترا.
- كان يتم وصف فلمنج ب فارس (بريطانيا) من قبل منظومة الشرف البريطاني كـ جورج السادس ملك المملكة المتحدة عام 1944.[20][21]
- في عام 1999، صنفت مجلة تايم فليمينغ كواحد من أهم 100 شخصية في القرن العشرين حيث نشرت المجلة :

- باقتراب عام 2000، صنّفت ثلاث مجلات سويدية كبيرة أن البنسلين أهم اكتشاف في الألفية.
- في عام 2002، تم تسمية فليمينغ في قائمة بي بي سي في قائمة البريطانيون المائة الأعظم بعد تصويت واسع على مستوى البلاد.[22]
- تمثال ألكسندر فليمينغ والذي يقف خارج الحلبة الرئيسية في مدريد، بلازا دي توروس دي لاس فينتاس.[23] وقد تم إنشاؤه عن طريق الاشتراك من  ماتادور، خفض البنسلين كثيرا من عدد الوفيات في حلبة مصارعة الثيران.[23]
- فليمينجوفو هو مربع كتب عليه اسم فليمينغ في منطقة الجامعة من المجتمع ديجفيس في براغ.
- سُميت مدرسة ثانوية باسمه في صوفيا ، بلغاريا.
- في منتصف عام 2009، تم الاحتفال بفليمينغ على سلسلة جديدة من الأوراق النقدية الصادرة عن بنك كليدسديل؛ تظهر صورته على العدد الجديد من فئة 5 جنيهات استرلينية.[24]
- في عام 2009، تم التصويت على فليمينغ كثالث أشهر الرجال في استطلاع للرأي أجراه ستف، وراء الشاعر الوطني روبرت برنز والبطل الوطني ويليام والاس.[25]
- قائمة الكواكب الصغيرة: 91001–92000 - كويكب في حزام الكويكبات تم تسميته باسم فليمينغ.

## وصلات خارجية
- ألكسندر فلمنج على موقع الموسوعة البريطانية (الإنجليزية)
- ألكسندر فلمنج على موقع مونزينجر (الألمانية)
- ألكسندر فلمنج على موقع ميوزك برينز (الإنجليزية)
- ألكسندر فلمنج على موقع إن إن دي بي (الإنجليزية)
- السيرة الذاتية لألكسندر فلمنج
- مجلة التايمز 100: ألكسندر فلمنج
- أماكن وذكريات متعلقة بألكسندر فلمنج
- فلمنج[وصلة مكسورة]